# 三山國王

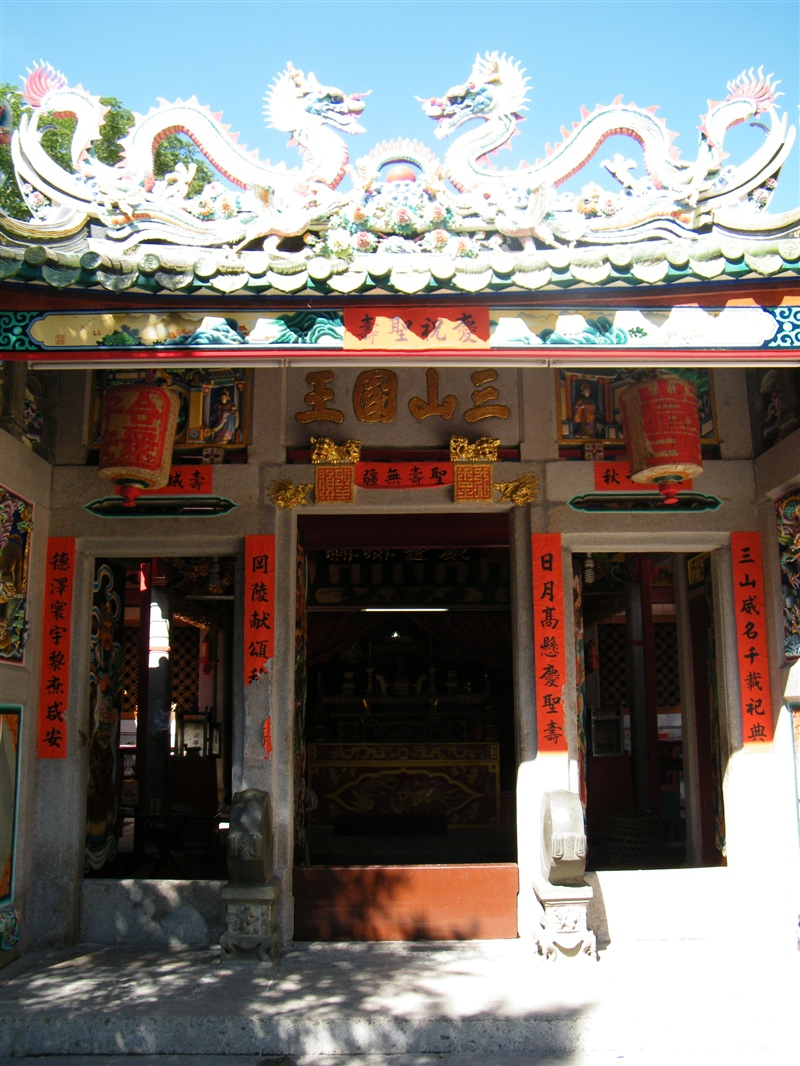
三山國王（達濠王爺宫）

三山國王為來自中國粵東地區之山神信仰，三山是指揭西縣河婆镇北面的三座山—巾山、明山、獨山，主要信仰區為古潮州府住民，包含潮州人及潮州客家人、嘉應州部分地區、惠州府部分地區和漳州府南部，隨著當地移民向外擴展，成為香港、臺灣及東南亞的漢人民間信仰之一。

## 三山國王簡介

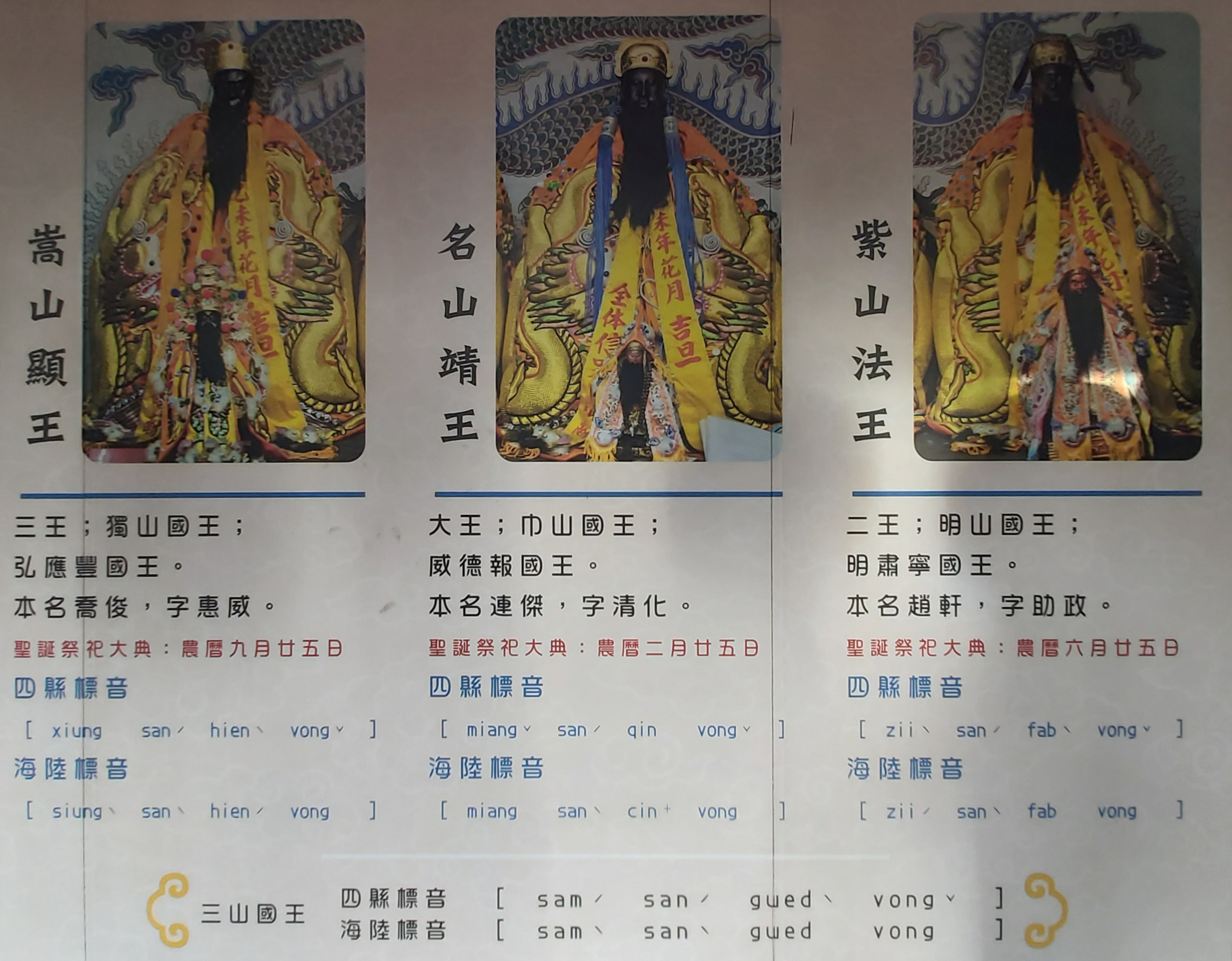
新莊廣福宮關於三山國王的介紹

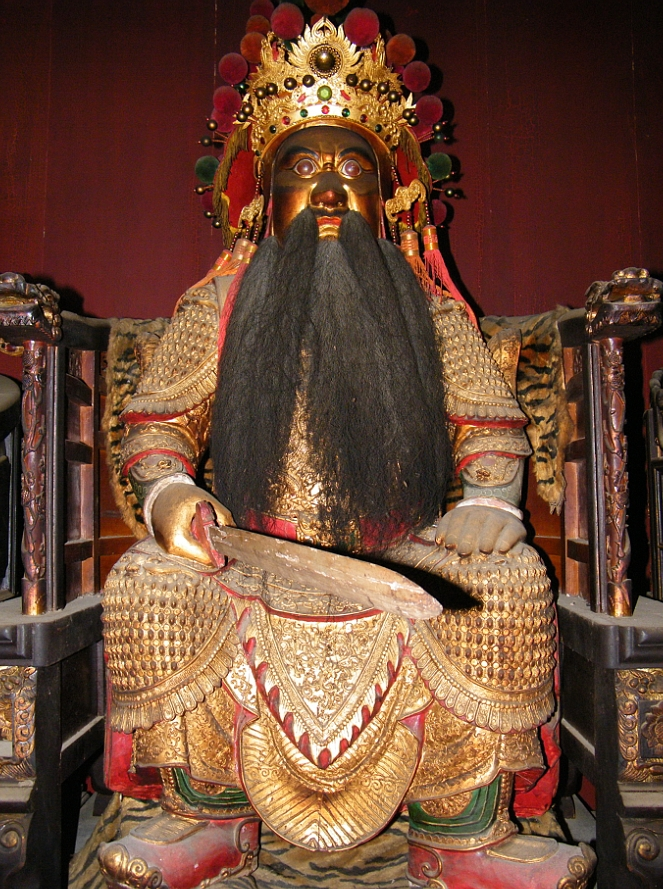
田心宫三山国王正像

祖廟位於今廣東省揭陽市揭西縣縣城旁，當地舊稱霖田都，故該廟多被稱為霖田祖廟。據臺灣鄉村禮俗記載，臺灣三山國王聖誕定為每年二月廿五。而粵東地區三山國王出游則定在正月，一般是正月初十或十五。
相傳唐代文豪韓愈被貶為潮州刺史時，當地洪水泛濫成災，居民向這三座山的山神祈求止雨，果然雨過天晴，韓愈便奉為「三山神」，加以祭祀。北宋時期，三位山神屢次顯靈助宋軍平亂，宋太宗就分別賜封三位山神為清化威德報國王（大國王，巾山國王）、助政明肅寧國王（二國王，明山國王）、惠威弘應豐國王（三國王，獨山國王），合祀為「三山國王」。
三山神像的座次不同，各廟常有各自的做法與傳統，並不一定是照著霖田祖廟的座次順序，亦有許多三山國王廟宇的座次是前往祖廟進香後仿照更改。

## 三山国王庙
在粤东三山国王庙常俗称为王爷宫或王公宫。

### 粤东
据不完全统计，粤东地区各地已知的三山国王庙超过200座，其中汕头65座、揭阳60座、潮州25座、汕尾109座。据2012年实地调查，汕头市濠江区三山国王庙有38座。由此，前述不完全统计，粤东三山国王庙超过200座是十分保守的。
- 揭陽市揭西县霖田祖庙（始建于隋，至今有1400年历史）
- 潮州市饶平县鸿埕大庙（始建于宋，至今有800多年历史）
- 汕頭市潮阳区棉城蛇脐古庙（始建于明，有500多年历史）
- 汕頭市澄海银砂古庙（始建于明，有600多年历史，1996年重建）
- 汕頭市达濠王爷宫始建于明朝，清乾隆五十年改建三山亭，1985年遭火灾，遂重建，2009年末重修
- 汕頭市达濠青篮田心宫，始建于明崇祯五年（1632年），1987年重修

|  |  |  |

### 香港
- 三山國王廟 (平山)，位於牛池灣坪石邨側[2]

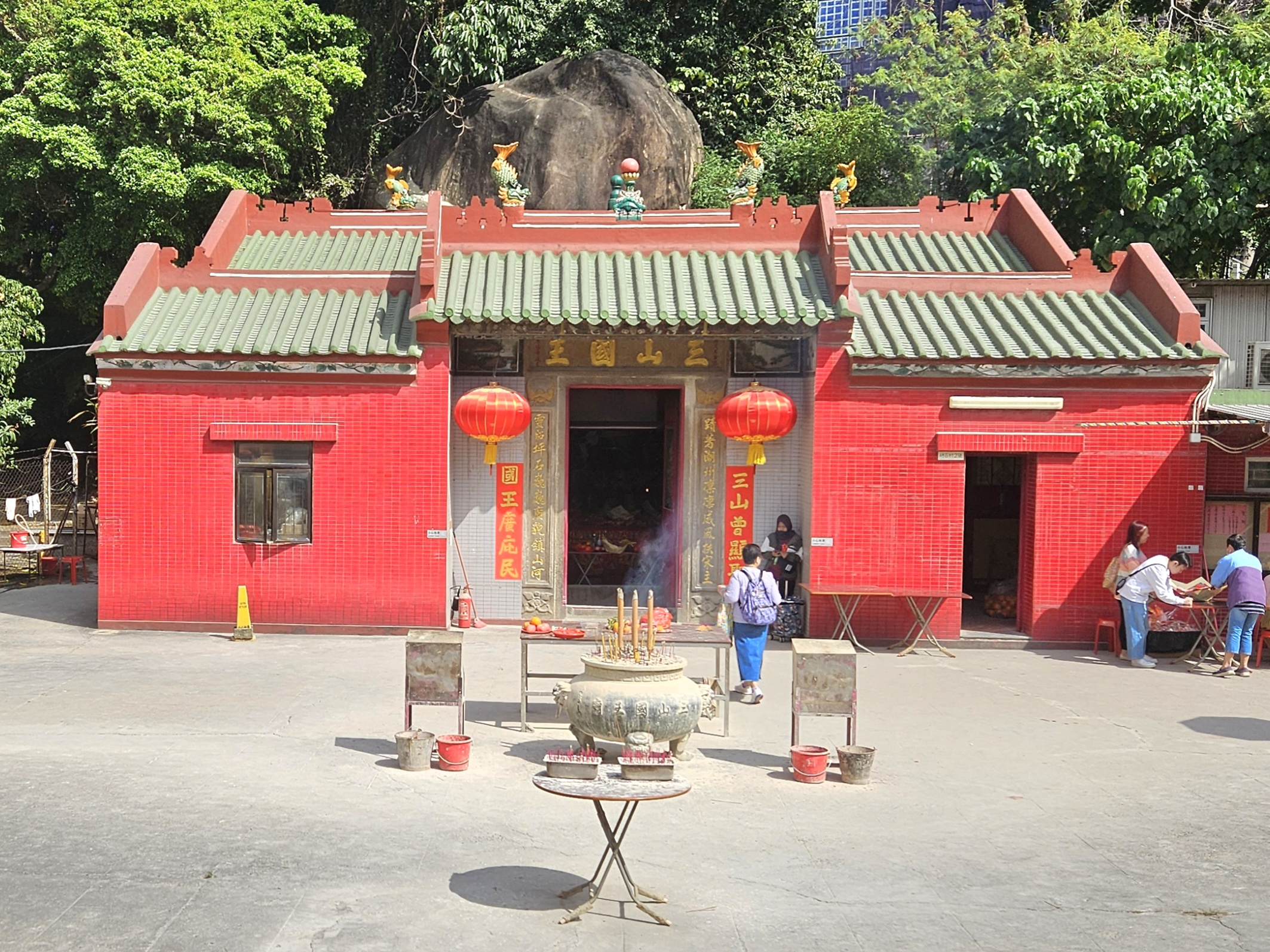
牛池灣村三山國王廟

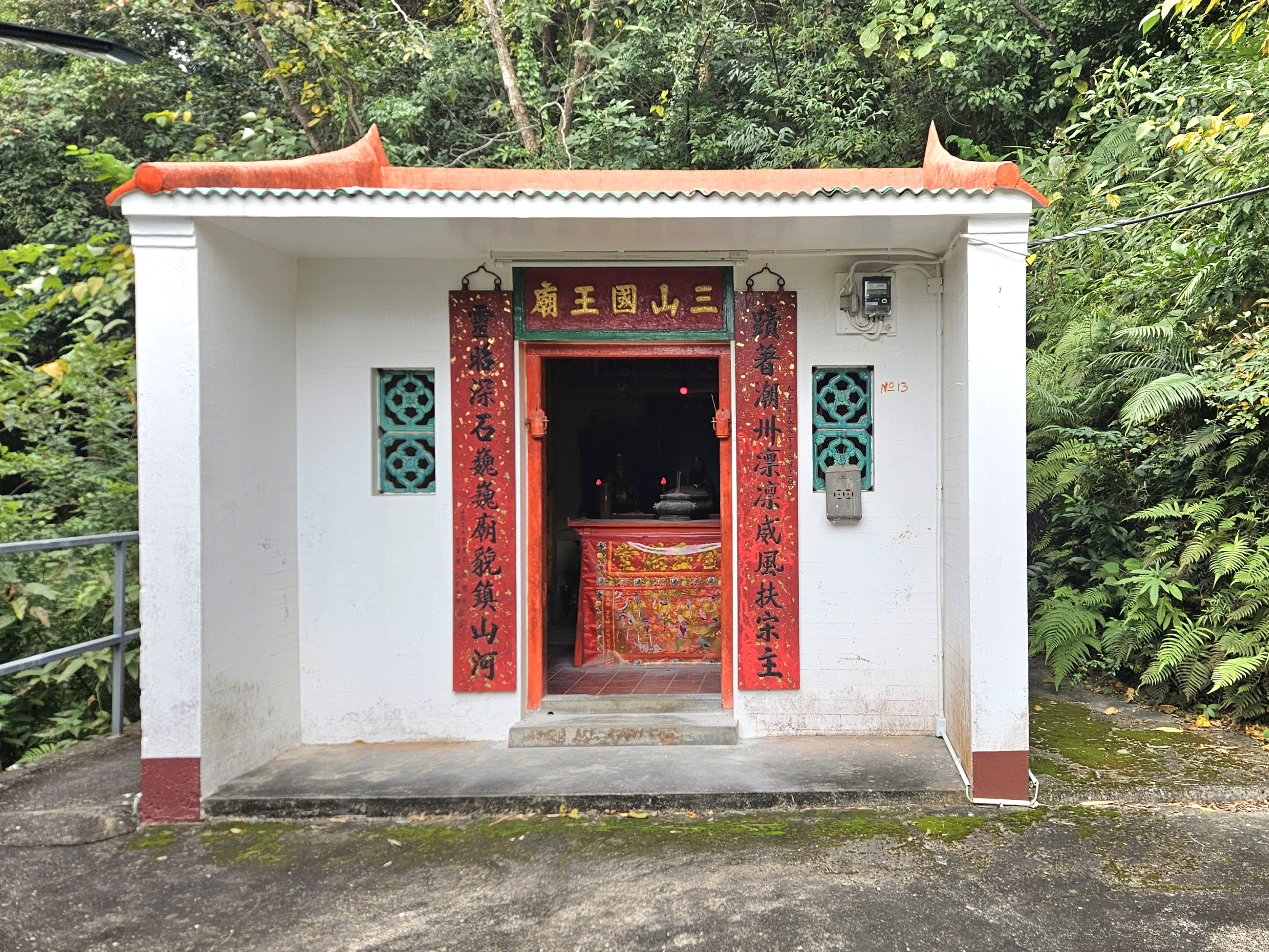
深石村三山國王廟

- 三山國王廟 (觀塘)，位於觀塘復康徑[2]
- 三山國王廟 (深石村)，位於大嶼山深石村[2]
- 三山國王廟 (沙埔村)，位於南丫島榕樹灣沙埔村[2]
- 三山國王廟 (高塱村)，位於南丫島榕樹灣高塱村
- 三山國王廟 (北角村)，位於南丫島北角村碼頭[2]
- 三山國王廟 (西林村)，位於無人島西林村龜頭[2]

### 臺灣

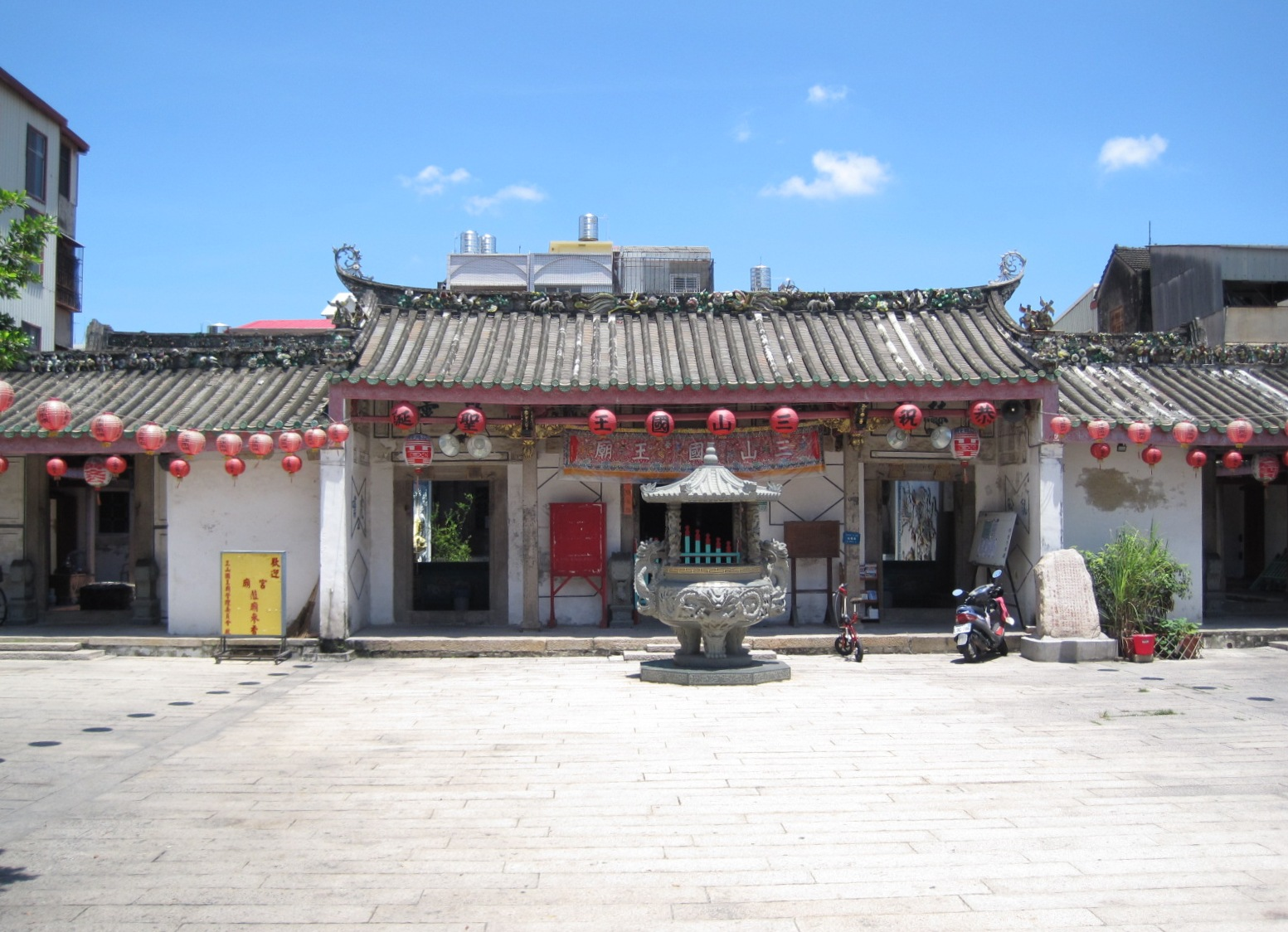
臺南三山國王廟

臺灣三山國王信仰主要由來自廣東省潮州府（含雍正年間析出的嘉應直隸州）移民攜入，早期研究普遍認為三山國王為客家人信仰，並一度認為是客家人特有神祇，但近年來田野調查分析，發現臺灣客家人口最多的桃園市，並無三山國王的大廟，而另一個客家人口很高的苗栗縣，也只有四座三山國王大廟，桃竹苗為臺灣客家人主要聚居的地區，只有廿一座三山國王大廟，在臺灣全島兩百餘間三山國王大廟中僅占百分之九，同樣有客家族群分佈的花東縱谷地區則連一間三山國王大廟都沒有，證明客家人不一定祭拜三山國王。
臺灣全島主祀三山國王大廟共有兩百三十一座，其中有潮州人參與始建的就有一百六十座，佔百分之七十，由此證明三山國王不是客家人的獨特信仰，為潮州府籍的鄉土神信仰，是當地潮州人、客家人的共同信仰。
廣州中山大學人文科學學院院長陈春声教授根据各种资料以及田野调查，认为台湾的三山国王庙在170座左右。但實際的數字應該遠大於陳教授的估計，單是宜蘭縣就有四十幾間三山國王廟。民國77年，由台灣三山國王宮廟組成「中國巾明獨三山國王協會」，現有百餘三山國王宮廟為此協會會員。

#### 北部

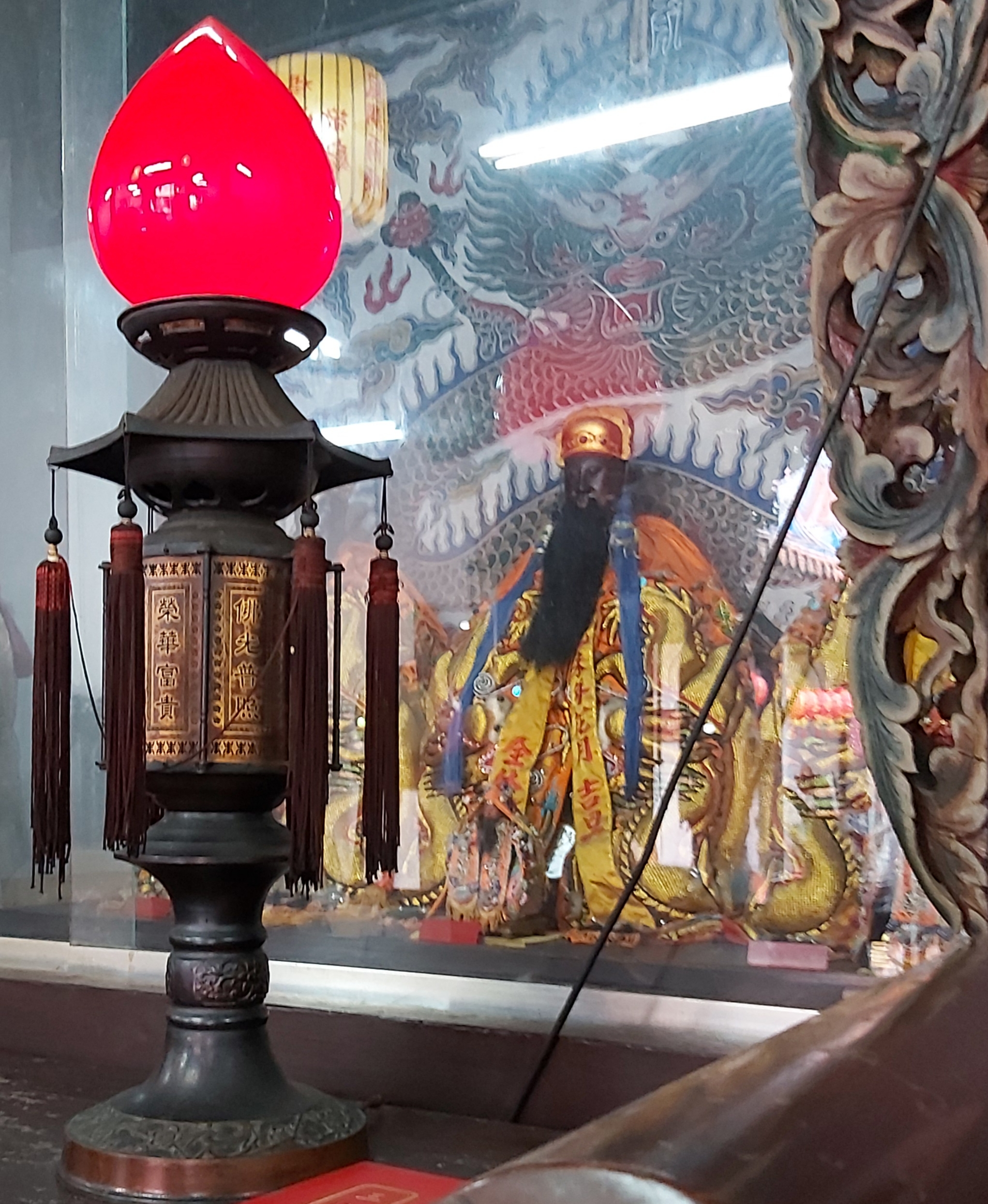
新莊廣福宮鎮殿巾山國王

- 臺北市中正區光華商場聖安宮
- 臺北市南港區研究院路三仙宮
- 臺北市信義區松山鎮山宮
- 新北市新莊區廣福宮
- 新北市林口區林口慶安宮三山國王廟
- 宜蘭縣冬山鄉大興振安宮
- 宜蘭縣冬山鄉冬山得安村振安宮
- 宜蘭縣冬山鄉慶安宮
- 宜蘭縣冬山鄉鎮安宮
- 宜蘭縣冬山鄉太和村永福宮
- 宜蘭縣頭城鎮頭城三山宮
- 宜蘭縣礁溪鄉新興庄三山國王廟
- 宜蘭縣礁溪鄉吳沙三山國王廟
- 宜蘭縣礁溪鄉龍潭永興廟
- 宜蘭縣礁溪鄉二結常興廟
- 宜蘭縣宜蘭市鎮興廟
- 宜蘭縣宜蘭市開興廟
- 宜蘭縣羅東鎮羅東興安宮
- 宜蘭縣羅東鎮震三宮
- 宜蘭縣員山鄉三山國王廟
- 宜蘭縣員山鄉大湖普恩廟
- 宜蘭縣員山鄉內員山碧仙宮
- 宜蘭縣員山鄉頭分村讚化宮
- 宜蘭縣員山鄉新城鎮安廟
- 宜蘭縣員山鄉惠好福興廟
- 宜蘭縣大同鄉碼崙三山國王廟
- 宜蘭縣五結鄉三山宮
- 宜蘭縣蘇澳鎮隘丁保安廟
- 宜蘭縣蘇澳鎮畚箕湖箕山宮
- 桃園市觀音區三山國王-受隆宮
- 桃園市大溪區三山國王廟
- 新竹縣關西鎮上三屯靈廣宮
- 新竹縣竹東鎮惠安宮
- 新竹縣竹東鎮三角城國王宮
- 新竹縣竹東鎮竹東惠昌宮
- 新竹縣竹東鎮竹東福龍宮 （页面存档备份，存于）
- 新竹縣竹東鎮聯庄廣惠宮
- 新竹縣寶山鄉新城新豐宮
- 新竹縣新埔鎮廣和宮
- 新竹縣芎林鄉福昌宮
- 新竹縣芎林鄉廣福宮
- 新竹縣橫山鄉橫山國王宮
- 新竹縣橫山鄉田寮村國王宮
- 新竹縣北埔鄉南埔南昌宮

#### 中部
- 苗栗縣苗栗市苗栗三山國王廟
- 苗栗縣頭份市斗煥坪大化宮
- 苗栗縣卓蘭鎮中街峨崙廟
- 臺中市東勢區慶東泰興宮
- 臺中市豐原區三山國王廟
- 臺中市豐原區南興宮
- 臺中市東勢區興隆里永安宮
- 臺中市沙鹿區沙鹿保安宮
- 臺中市清水區清水調元宮
- 彰化縣鹿港鎮鹿港三山國王廟
- 彰化縣花壇鄉三家春三山國王廟[全台唯一獨三王紅白花臉臉譜］
- 彰化縣員林市廣寧宮
- 彰化縣員林市源潭承天宮[6]
- 彰化縣溪湖鎮荷婆崙霖肇宮[來台開基祖廟]
- 彰化縣溪湖鎮巫厝肇霖宮[巫厝肇霖宮三山國王，由荷婆崙明山國王駐守二王角，守護居民]
- 彰化縣埔心鄉舊館霖興宮[舊館霖興宮三山國王，由荷婆崙巾山國王駐守大王角，霖興宮主要祀奉荷婆崙巾山大國王、霖興宮三山國王：巾山國王、明山國王、獨山國王]
- 彰化縣埔心鄉芎蕉村霖鳳宮[三山國王開基祖牌]
- 彰化縣埔心鄉羅厝霖震宮[羅厝霖震宮三山國王|明山小二王]
- 彰化縣田尾鄉海豐崙沛霖宮[海豐崙沛霖宮三山國王|獨山大三王，據當地耆老口述，荷婆崙獨山國王當年為救海豐崙居民免於火燒，獨山國王將火移至甘蔗園，觸犯天意，荷婆崙獨山國王以自身金身化為灰燼，解救居民。]
- 彰化縣永靖鄉竹子村霖濟宮[竹子腳霖濟宮三山國王|獨山小三王]
- 彰化縣永靖鄉永安宮
- 彰化縣永靖鄉永興宮
- 彰化縣永靖鄉甘霖宮
- 彰化縣社頭鄉社頭保黎宮
- 彰化縣社頭鄉社頭泰安宮
- 南投縣南投市福山里福山宮
- 雲林縣大埤鄉大和街三仙亭三山國王廟
- 雲林縣東勢鄉賜安宮
- 雲林縣斗六市順天宮
- 雲林縣西螺鎮正興廣興宮[7]
- 雲林縣西螺鎮七座長山宮
- 雲林縣西螺鎮公館三仙宮
- 雲林縣二崙鄉頂茄塘定安宮
- 雲林縣二崙公館禪和宮
- 雲林縣北港鎮樹腳里乾元宮
- 雲林縣北港鎮好收奉三宮

#### 南部
嘉義縣竹崎鄉麻箕埔三山國王廟
- 嘉義縣新港鄉古民永福宮[8]
- 嘉義縣太保市港尾港保宮
- 嘉義縣太保市後潭平安宮
- 嘉義縣溪口鄉下崙三仙宮
- 嘉義縣新港鄉中庄永祿宮[8]
- 嘉義縣新港鄉後庄廣福宮[8]
- 嘉義縣民雄鄉廣安宮
- 臺南市北區三山國王廟
- 高雄市鹽埕區鹽埕三山國王廟
- 高雄市左營區仙樹三山宮
- 高雄市左營區積善宮
- 高雄市左營區義山宮
- 高雄市楠梓區右昌三山國王府
- 高雄市橋頭區新莊義山宮
- 高雄市橋頭區九甲圍義山宮
- 高雄市橋頭區三德三山宮
- 高雄市岡山區福興宮
- 高雄市燕巢區過鞍三山宮
- 高雄市美濃區廣興三山國王廟
- 高雄市大樹區大庄武山廟
- 屏東縣屏東市海豐三山國王廟
- 屏東縣屏東市林仔內三山國王廟
- 屏東市崇蘭昌黎殿
- 屏東縣高樹鄉大路觀三山國王廟
- 屏東縣九如鄉九如三山國王廟
- 屏東縣九如鄉耆老村二王宮
- 屏東縣九如鄉後庒清聖宮

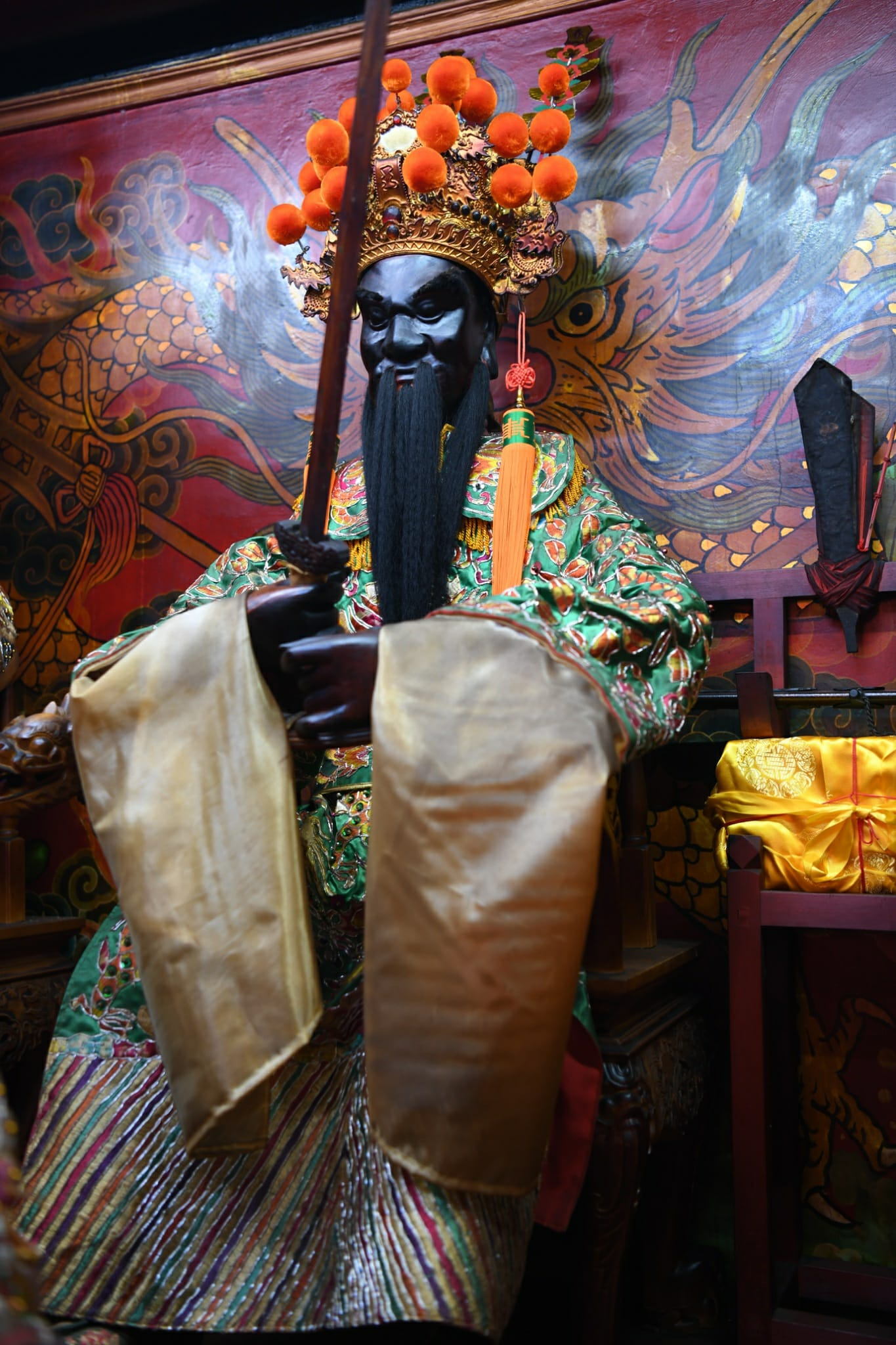
臺南三山國王廟鎮殿獨山國王。

- 屏東縣內埔鄉三山國王廟富田三山國王宮與豐田三山國王宮
- 屏東縣長治鄉德協國王宮
- 屏東縣萬巒鄉三山國王廟
- 屏東縣潮州鎮潮州三山國王廟
- 屏東縣潮州鎮四春三山國王廟
- 屏東縣潮州鎮警察廟
- 屏東縣新埤鄉新埤三山國王廟
- 屏東縣新埤鄉建功三山國王廟
- 屏東縣林邊鄉忠福宮
- 屏東縣林邊鄉靈善堂
- 屏東縣林邊鄉旨興宮
- 屏東縣佳冬鄉六根庄三山國王廟
- 屏東縣佳冬鄉石光見廣惠宮
- 屏東縣佳冬鄉賴家村三山國王廟
- 屏東縣佳冬鄉武丁潭三山國王宮
- 屏東縣車城鄉保力保安宮
- 屏東縣恆春鎮恆春廣寧宮

#### 東部
- 花蓮縣花蓮市護國宮
- 台東縣長濱鄉寧城宮

### 東南亞

#### 柬埔寨
- 鐵橋頭三山國王廟 位於金邊市棉芷區鐵橋頭分區
- 卜哥山三山國王廟 位於柬埔寨貢布省卜哥山
- 近奪市三山國王廟 位於柬埔寨幹拉省幹拉實當縣近奪市

#### 馬來西亞
- 三山國王廟 (古晉)，位置砂拉越古晉七哩聖陶沙
- 三密三山国王廟，位於砂拉越三马拉汉省
- 三山國王廟 (士乃)，位置馬來西亞柔佛州古來縣士乃鎮
- 飞阳宫 (马六甲)，位置马来西亚马六甲爱极乐华人新村
- 三山國王廟 (江加蒲莱)，位置馬來西亞柔佛州古來縣江加蒲莱新村
- 三山國王廟 (巴也明光)，位置馬來西亞馬六甲州愛極樂縣巴也明光新村
- 三山國王廟 (雙溪古月)，位置馬來西亞霹靂州金寶縣雙溪古月新村
- 三山國王廟 (后廊)，位置馬來西亞霹靂州拉律马登縣后廊新村
- 三山國王廟 (根登)，位置馬來西亞雪蘭莪州萬挠根登新村
- 三山國王廟 (蕉賴)，位置馬來西亞吉隆坡蕉賴(民政大廈附近吉隆坡羽球館對面的點後面)
- 霖田古廟（三山國王） (增江新村北區)，位置馬來西亞吉隆坡增江新村北區

#### 泰国
- 三山国王庙 (班蓬县)

#### 越南
- 薄寮市三山國王廟，位於薄寮省薄寮市

#### 新加坡
- 福善堂（廟山南海佛祖），443 Race Course Road，供奉三王，獨山國王
- 郭氏古廟（鳳廓汾阳公會），21 Lorong 26 Geylang，供奉三山國王夫人

#### 日本
三山国王殿（神戸総天壇） 兵庫県神戸市中央区